# Naprata
Naprata je jedan od prvih srpskih horor filmova, rađen u tzv. „found footage maniru“. Najpoznatiji svetski „found footage“ su „Veštica iz Blera“ i „Paranormalna aktivnost“. Etnolog i reditelj Mladen Milosavljević iz Velikog Orašja, snimio je dugometražni horor film „Naprata“, čija je radnja inspirisana folklornom fantastikom. Po njegovim rečima, oduvek ga je čudila rezervisanost domaćih autora, pisaca i reditelja, kada su u pitanju teme iz oblasti fantastike.
Naprata je snimana u selima Veliko Orašje i Krnjevo, a jedna od scena, snimana je i u dvorištu najstarije seoske škole u Srbiji, koja se nalazi u Krnjevu u opštini Velika Plana.
Film je premijerno prikazan 16. oktobra 2013. na osmom po redu, Festivalu srpskog filma fantastike (FSFF), održanom u Domu omladine u Beogradu. Na tom festivalu osvojio je čak dva Koskara - za najbolju priču i nagradu publike.

## Radnja filma
Inspirisani poznatim video klipom sa interneta, u kome sin tuče svoju majku, članovi televizijske ekipe iz Beograda dolaze u malo, udaljeno selo, da bi snimili reportažu o nasilju nad ženama. Tragajući za akterima klipa i raspitujući se kod meštana, nailaze na lokalnog stručnjaka za natprirodno od koga saznaju da postoji obred kojim je moguće prizvati drevnog demona, napratu. U želji da naprave prvi autentični snimak nečeg onostranog, oni menjaju plan snimanja. 
Zaslepljeni potencijalnim uspehom snimka, oni se oglušuju o staru poslovicu koja kaže: ”bolje je verovati nego uveriti se.”

## Spoljašnje veze
- Naprata na Internet Movie Database
- Naprata na sajtu Filmovanje
- Naprata na sajtu Filmske radosti
- Naprata Afirmator Архивирано на веб-сајту  (1. фебруар 2014)
- Naprata Horror movie diary
- Naprata The Film reel Архивирано на веб-сајту  (2. фебруар 2014)
- Naprata Caramie zone
- Naprata Horror talk